# Директни елиминации на Шампионската лига 2013/14
Фазата на директни елиминации на Шампионска лига 2013/14 ще започне на 18 февруари 2014 г. и ще завърши на 24 май 2014 г. с финала на Ещадио да Луж в Лисабон, Португалия. Директните елиминации включват 16-те отбора, които завършиха на първите две места в техните групи по време на груповата фаза.
Всеки кръг по време на директните елиминации, освен финала, се състои от два мача, като всеки отбор играе един мач у дома. Отборът с по-добра голова разлика след двата мача продължава в следващия кръг. Ако след двата мача головата разлика е равна, отборът с повече голове на чужд терен след двата мача продължава. Ако и головете на чужд терен са равни, тогава 30 минути продължения се играят, разделени на две полувремена по 15 минути. Ако по време на продълженията се вкарат голове и резултата е още равен, гостуващият отбор продължава поради повече голове на чужд терен. Ако не се отбележат голове по време на продълженията, след тях се играят дузпи. Финалът, последният кръг, е само един мач. Ако след редовните 90 минути резултата е равен се играят продължения, последвани от дузпи, ако резултата все още е равен.
В тегленето за осминафиналите, осемте победители в групите са поставени, а осемте втори отбори са непоставени. Поставеният отбор ще бъде изтеглен в мач срещу непоставен отбор, като поставеният отбор е домакин във втория мач. Отбори от една и съща група или една и съща асоциация не могат да играят един срещу друг. В тегленето за четвъртфиналите и по-нататаък няма поставени и непоставени отбори и отборите от една и съща група или една и съща асоциация могат да играят един срещу друг.

## Кръгове и тегления
Всички тегления се провеждат в Нион, Швейцария.
| Фаза                | Кръг          | Час и дата на теглене      | Първи кръг                               | Втори кръг                               |
| ------------------- | ------------- | -------------------------- | ---------------------------------------- | ---------------------------------------- |
| Директни елиминации | Осминафинали  | 16 декември 2013 г., 13:00 | 18/19 и 25/26 февруари 2014 г.           | 11/12 и 18/19 март 2014 г.               |
| Директни елиминации | Четвъртфинали | 21 март 2014 г., 13:00     | 1/2 април 2014 г.                        | 8/9 април 2014 г.                        |
| Директни елиминации | Полуфинали    | 11 април 2014 г., 13:00    | 22/23 април 2014 г.                      | 29/30 април 2014 г.                      |
| Директни елиминации | Финал         | 11 април 2014 г., 13:00    | 24 май 2014 г. на Ещадио да Луж, Лисабон | 24 май 2014 г. на Ещадио да Луж, Лисабон |

## Класирали се отбори
| Легенда                                   |
| ----------------------------------------- |
| Поставени в тегленето за осминафиналите   |
| Непоставени в тегленето за осминафиналите |

| Група | Победител         | Втори                 |
| ----- | ----------------- | --------------------- |
| A     | Манчестър Юнайтед | Байер Леверкузен      |
| B     | Реал Мадрид       | Галатасарай           |
| C     | Пари Сен Жермен   | Олимпиакос            |
| D     | Байерн Мюнхен     | Манчестър Сити        |
| E     | Челси             | Шалке 04              |
| F     | Борусия Дортмунд  | Арсенал               |
| G     | Атлетико Мадрид   | Зенит Санкт Петербург |
| H     | Барселона         | Милан                 |

## Осминафинали
Осемте победители от групите, заедно с отборите завършили на 2-ро място се тъглят в 8 двойки, които играят 2 мача помежду си. В тази фаза не могат да се срещнат отбори от същата група или от същата футболна асоциация. Победителите от групите играят реванша като домакини.
Жребият се тегли на 16 декември 2013 г. в Нион, Швейцария. Първите мачове се играят на 18, 19, 25 и 26 февруари 2014 г., а реваншите на 11, 12, 18 и 19 март 2014 г.
|                       | Общ резултат |                   | 1-ви мач | 2-ри мач |
| --------------------- | ------------ | ----------------- | -------- | -------- |
| Манчестър Сити        | 1:4          | Барселона         | 0:2      | 1:2      |
| Олимпиакос            | 2:3          | Манчестър Юнайтед | 2:0      | 0:3      |
| Милан                 | 1:5          | Атлетико Мадрид   | 0:1      | 1:4      |
| Байер Леверкузен      | 1:6          | Пари Сен Жермен   | 0:4      | 1:2      |
| Галатасарай           | 1:3          | Челси             | 1:1      | 0:2      |
| Шалке 04              | 2:9          | Реал Мадрид       | 1:6      | 1:3      |
| Зенит Санкт Петербург | 4:5          | Борусия Дортмунд  | 2:4      | 2:1      |
| Арсенал               | 1:3          | Байерн Мюнхен     | 0:2      | 1:1      |

### Първи кръг
| 18 февруари 2014 20:45 |

| Манчестър Сити | 0–2    | Барселона               |
| -------------- | ------ | ----------------------- |
|                | Доклад | Меси 54' (д.) Алвеш 90' |

| Итихад Стейдиъм, Манчестър 46 033 зрители Съдия: Йонас Ериксон (Швеция) |

| 18 февруари 2014 20:45 |

| Байер Леверкузен | 0–4    | Пари Сен Жермен                                |
| ---------------- | ------ | ---------------------------------------------- |
|                  | Доклад | Матуйди 3' Ибрахимович 39' (д.), 42' Кабай 88' |

| БайАрена, Леверкузен 29 412 зрители Съдия: Виктор Кашаи (Унгария) |

| 19 февруари 2014 20:45 |

| Милан | 0–1    | Атлетико Мадрид |
| ----- | ------ | --------------- |
|       | Доклад | Коста 83'       |

| Сан Сиро, Милан 65 890 зрители Съдия: Педро Проенса (Португалия) |

| 19 февруари 2014 20:45 |

| Арсенал | 0–2    | Байерн Мюнхен       |
| ------- | ------ | ------------------- |
|         | Доклад | Кроос 54' Мюлер 88' |

| Емирейтс Стейдиъм, Лондон 59 911 зрители Съдия: Никола Рицоли (Италия) |

| 25 февруари 2014 18:00 |

| Зенит Санкт Петербург   | 2–4    | Борусия Дортмунд                         |
| ----------------------- | ------ | ---------------------------------------- |
| Шатов 58' Хълк 69' (д.) | Доклад | Мхитарян 4' Ройс 5' Левандовски 61', 71' |

| Петровски, Санкт Петербург 15 099 зрители Съдия: Уилиям Колъм (Шотландия) |

| 25 февруари 2014 20:45 |

| Олимпиакос              | 2–0    | Манчестър Юнайтед |
| ----------------------- | ------ | ----------------- |
| Домингес 38' Кембъл 55' | Доклад |                   |

| Караисакис, Пирея 29 815 зрители Съдия: Джанлука Роки (Италия) |

| 26 февруари 2014 20:45 |

| Галатасарай | 1–1    | Челси    |
| ----------- | ------ | -------- |
| Шеджу 65'   | Доклад | Торес 5' |

| Тюрк Телеком Арена, Истанбул 49 194 зрители Съдия: Карлос Веласко Карбайо (Испания) |

| 26 февруари 2014 20:45 |

| Шалке 04       | 1–6    | Реал Мадрид                                     |
| -------------- | ------ | ----------------------------------------------- |
| Хюнтелар 90+1' | Доклад | Бензема 13', 57' Бейл 21', 69' Роналдо 52', 89' |

| Фелтинс Арена, Гелзенкирхен 54 442 зрители Съдия: Хауърд Уеб (Англия) |

### Втори кръг
| 11 март 2014 20:45 |

| Атлетико Мадрид                    | 4–1    | Милан    |
| ---------------------------------- | ------ | -------- |
| Коста 3', 86' Туран 40' Гарсия 71' | Доклад | Кака 27' |

| Висенте Калдерон, Мадрид 49 186 зрители Съдия: Марк Клатенбърг (Англия) |

Атлетико Мадрид печели с общ резултат 5–1
| 11 март 2014 20:45 |

| Байерн Мюнхен   | 1–1    | Арсенал      |
| --------------- | ------ | ------------ |
| Швайнщайгер 55' | Доклад | Подолски 57' |

| Алианц Арена, Мюнхен 68 000 зрители Съдия: Свейн Одвар Моен (Норвегия) |

Байерн Мюнхен печели с общ резултат 3–1
| 12 март 2014 20:45 |

| Барселона          | 2–1    | Манчестър Сити |
| ------------------ | ------ | -------------- |
| Меси 67' Алвеш 90' | Доклад | Компани 89'    |

| Ноу Камп, Барселона 85 957 зрители Съдия: Стефан Ланоа (Франция) |

Барселона печели с общ резултат 4–1
| 12 март 2014 20:45 |

| Пари Сен Жермен          | 2–1    | Байер Леверкузен |
| ------------------------ | ------ | ---------------- |
| Маркиньос 13' Лавеци 53' | Доклад | Сам 6'           |

| Парк де Пренс, Париж 45 596 зрители Съдия: Иван Бебек (Хърватия) |

Пари Сен Жермен печели с общ резултат 6–1
| 18 март 2014 20:45 |

| Челси               | 2–0    | Галатасарай |
| ------------------- | ------ | ----------- |
| Ето'о 4' Кейхил 42' | Доклад |             |

| Стамфорд Бридж, Лондон 38 038 зрители Съдия: Феликс Брих (Германия) |

Челси печели с общ резултат 3–1
| 18 март 2014 20:45 |

| Реал Мадрид                 | 3–1    | Шалке 04     |
| --------------------------- | ------ | ------------ |
| Роналдо 21', 74' Мората 75' | Доклад | Хоогланд 31' |

| Сантяго Бернабеу, Мадрид 65 148 зрители Съдия: Сергей Карасев (Русия) |

Реал Мадрид печели с общ резултат 9–2
| 19 март 2014 20:45 |

| Манчестър Юнайтед              | 3–0    | Олимпиакос |
| ------------------------------ | ------ | ---------- |
| ван Перси 25' (д.), 45+1', 52' | Доклад |            |

| Олд Трафорд, Манчестър 74 662 зрители Съдия: Бьорн Койперс (Нидерландия) |

Манчестър Юнайтед печели с общ резултат 3–2
| 19 март 2014 20:45 |

| Борусия Дортмунд | 1–2    | Зенит Санкт Петербург |
| ---------------- | ------ | --------------------- |
| Кел 38'          | Доклад | Хълк 16' Рондон 73'   |

| Сигнал Идуна Парк, Дортмунд 65 829 зрители Съдия: Алберто Ундиано Майенко (Испания) |

Борусия Дортмунд печели с общ резултат 5–4

## Четвъртфинали
От фазата на четвъртфиналите отборите се теглят от една обща урна, като първият изтеглен отбор е домакин в първия мач. Жребият се състои на 21 март 2014 г. Мачовете се играят на 1 и 2 aприл 2014 г. (първи срещи), както и на 8 и 9 април 2014 г.
|                   | Общ резултат |                  | 1-ви мач | 2-ри мач |
| ----------------- | ------------ | ---------------- | -------- | -------- |
| Барселона         | 1:2          | Атлетико Мадрид  | 1:1      | 0:1      |
| Реал Мадрид       | 3:2          | Борусия Дортмунд | 3:0      | 0:2      |
| Пари Сен Жермен   | 3:3          | Челси            | 3:1      | 0:2      |
| Манчестър Юнайтед | 2:4          | Байерн Мюнхен    | 1:1      | 1:3      |

### Първи кръг
| 1 април 2014 20:45 |

| Барселона  | 1–1    | Атлетико Мадрид |
| ---------- | ------ | --------------- |
| Неймар 71' | Доклад | Диего 56'       |

| Ноу Камп, Барселона 79 941 зрители Съдия: Феликс Брих (Германия) |

| 1 април 2014 20:45 |

| Манчестър Юнайтед | 1–1    | Байерн Мюнхен   |
| ----------------- | ------ | --------------- |
| Видич 58'         | Доклад | Швайнщайгер 66' |

| Олд Трафорд, Манчестър 75 199 зрители Съдия: Карлос Веласко Карбайо (Испания) |

| 2 април 2014 20:45 |

| Реал Мадрид                  | 3–0    | Борусия Дортмунд |
| ---------------------------- | ------ | ---------------- |
| Бейл 3' Иско 27' Роналдо 57' | Доклад |                  |

| Сантяго Бернабеу, Мадрид 70 089 зрители Съдия: Марк Клатенбърг (Англия) |

| 2 април 2014 20:45 |

| Пари Сен Жермен                         | 3–1    | Челси         |
| --------------------------------------- | ------ | ------------- |
| Лавеци 4' Луис 61' (авт.) Пасторе 90+3' | Доклад | Азар 27' (д.) |

| Парк де Пренс, Париж 45 517 зрители Съдия: Милорад Мажич (Сърбия) |

### Втори кръг
| 8 април 2014 20:45 |

| Борусия Дортмунд | 2–0    | Реал Мадрид |
| ---------------- | ------ | ----------- |
| Ройс 24', 37'    | Доклад |             |

| Сигнал Идуна Парк, Дортмунд 65 829 зрители Съдия: Дамир Скомина (Словения) |

Реал Мадрид печели с общ резултат 3−2
| 8 април 2014 20:45 |

| Челси            | 2–0    | Пари Сен Жермен |
| ---------------- | ------ | --------------- |
| Шюрле 32' Ба 87' | Доклад |                 |

| Стамфорд Бридж, Лондон 38 080 зрители Съдия: Педро Проенса (Португалия) |

Пари Сен Жермен 3–3 Челси. Челси печели поради повече отбелязани голове на чужд терен
| 9 април 2014 20:45 |

| Атлетико Мадрид | 1–0    | Барселона |
| --------------- | ------ | --------- |
| Коке 5'         | Доклад |           |

| Висенте Калдерон, Мадрид 53 592 зрители Съдия: Хауърд Уеб (Англия) |

Атлетико Мадрид печели с общ резултат 2−1
| 9 април 2014 20:45 |

| Байерн Мюнхен                     | 3–1    | Манчестър Юнайтед |
| --------------------------------- | ------ | ----------------- |
| Манджукич 59' Мюлер 68' Робен 76' | Доклад | Евра 57'          |

| Алианц Арена, Мюнхен 67 300 зрители Съдия: Йонас Ериксон (Швеция) |

Байерн Мюнхен печели с общ резултат 4−2

## Полуфинал
Тегленето на жребия за тази фаза се изтегли на 11 април 2014 г. Първите мачове ще се играят на 22 и 23 април, а реваншите на 29 и 30 април 2014 г.
|                 | Общ резултат |               | 1-ви мач | 2-ри мач |
| --------------- | ------------ | ------------- | -------- | -------- |
| Реал Мадрид     | 5:0          | Байерн Мюнхен | 1:0      | 4:0      |
| Атлетико Мадрид | 3:1          | Челси         | 0:0      | 3:1      |

### Първи кръг
| 22 април 2014 20:45 |

| Атлетико Мадрид | 0–0    | Челси |
| --------------- | ------ | ----- |
|                 | Доклад |       |

| Висенте Калдерон, Мадрид 52 560 зрители Съдия: Йонас Ериксон (Швеция) |

| 23 април 2014 20:45 |

| Реал Мадрид | 1–0    | Байерн Мюнхен |
| ----------- | ------ | ------------- |
| Бензема 19' | Доклад |               |

| Сантяго Бернабеу, Мадрид 79 283 зрители Съдия: Хауърд Уеб (Англия) |

### Втори кръг
| 29 април 2014 20:45 |

| Байерн Мюнхен | 0–4    | Реал Мадрид                     |
| ------------- | ------ | ------------------------------- |
|               | Доклад | Рамос 16', 20' Роналдо 34', 90' |

| Алианц Арена, Мюнхен 68 000 зрители Съдия: Педро Проенса (Португалия) |

Реал Мадрид печели с общ резултат 5−0
| 30 април 2014 20:45 |

| Челси     | 1–3    | Атлетико Мадрид                     |
| --------- | ------ | ----------------------------------- |
| Торес 36' | Доклад | Адриан 44' Коста 61' (д.) Туран 72' |

| Стамфорд Бридж, Лондон Съдия: Никола Рицоли (Италия) |

Атлетико Мадрид печели с общ резултат 3−1